# Paus Urbanus VII
Paus Urbanus VII, geboren als Giambattista Catagna (Rome, 4 augustus 1521 – aldaar, 27 september 1590) was slechts dertien dagen paus. Zijn pontificaat was het kortste in de geschiedenis, paus Stefanus (II) niet meegerekend.
In 1553 werd hij aartsbisschop van Rossano en in 1583 volgde zijn benoeming tot kardinaal.
Na de dood van Sixtus V werd hij tot paus gekozen. Binnen twee weken na zijn verkiezing stierf Urbanus VII aan malaria.
Desondanks heeft hij wel 's werelds eerste bekende rookverbod in publieke ruimten op zijn naam staan. Hij dreigde iedereen te excommuniceren die hetzij in de zuilengalerij, hetzij in de kerk, tabak gebruikte; dat gold voor zowel pijptabak, pruimtabak als voor snuiftabak.
Hij werd opgevolgd door Gregorius XIV.